# Janet Cobbs
Janet Marie Cobbs (Garden Grove, 22 de fevereiro de 1967) é uma ex-jogadora de voleibol dos Estados Unidos que competiu nos Jogos Olímpicos de 1992.
Em 1992, ela fez parte da equipe americana que conquistou a medalha de bronze no torneio olímpico, no qual atuou em seis partidas.